# Impatiens rupestris
Impatiens rupestris är en balsaminväxtart som beskrevs av K.M.Liu och X.Z.Cai. Impatiens rupestris ingår i släktet balsaminer, och familjen balsaminväxter. Inga underarter finns listade i Catalogue of Life.